# Amphineurus spinulistylus
Amphineurus spinulistylus là một loài ruồi trong họ Limoniidae. Chúng phân bố ở miền Australasia.